# Futbol Club Barcelona 2022-2023
La presente voce raccoglie le informazioni riguardanti il Futbol Club Barcelona nelle competizioni ufficiali della stagione 2022-2023.

## Stagione

### Precampionato e finestra estiva di calciomercato

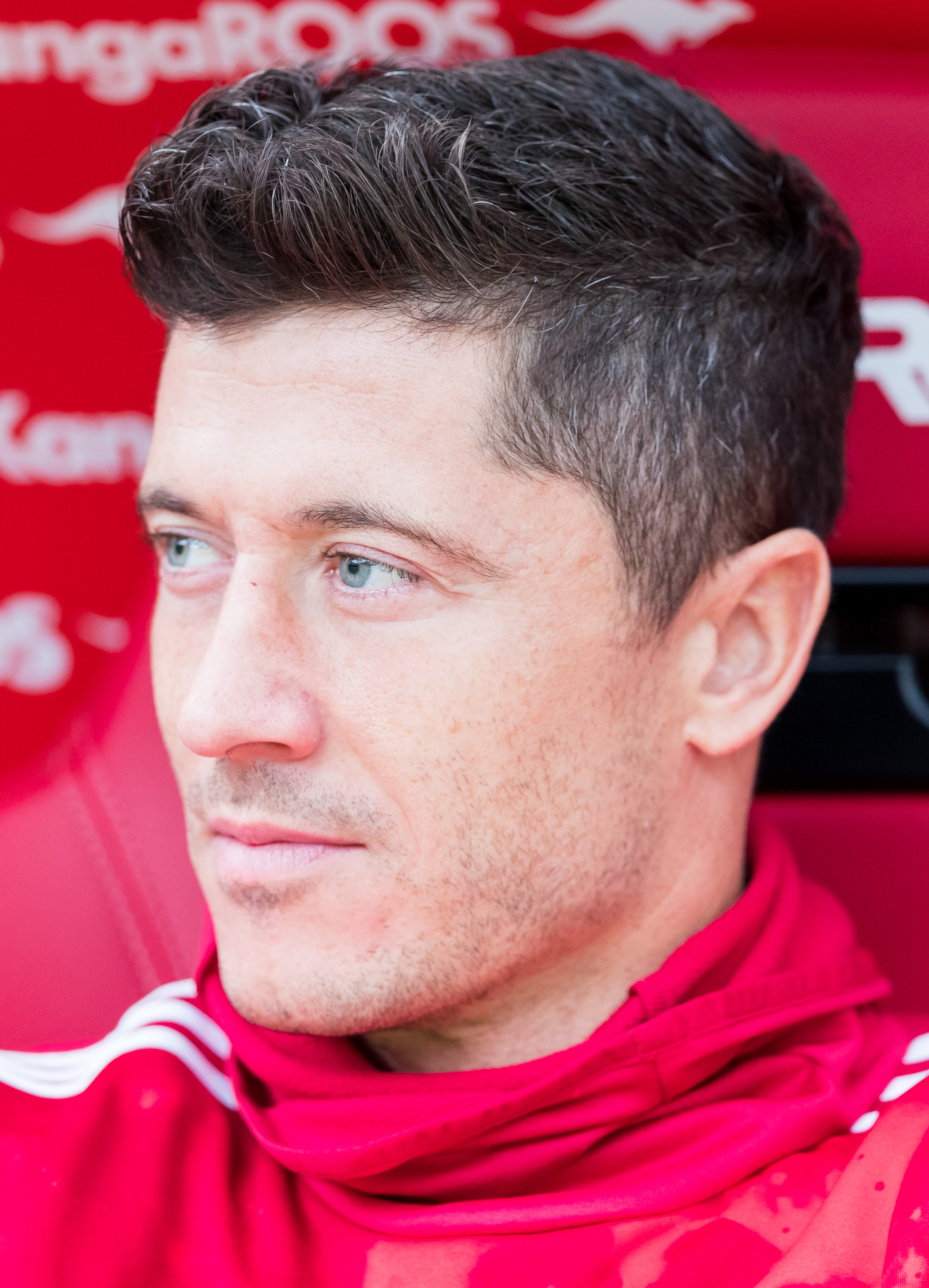
Robert Lewandowski, rinomato cannoniere e simbolo dell'ingente campagna acquisti attuata dal Barcellona nella sessione estiva di calciomercato.

La nuova stagione si apre con il rinnovo di Sergi Roberto siglato il 10 giugno, con il giocatore che si accorda col club per un'estensione contrattuale di un anno, cioè fino al 30 giugno 2023. Due giorni dopo, il 12 giugno, Dani Alves, leggenda blaugrana, annuncia la volontà di lasciare il club, con il suo contratto in scadenza alla fine del mese in corso e che, dunque, non viene rinnovato. Il 27 giugno, attraverso una nota promulgata sui canali ufficiali del club, viene annunciato lo svincolamento della Roma dalla partecipazione al Trofeo Gamper, decisione presa unilateralmente e inaspettatamente dal club italiano e passibile di conseguenze legali (poi non intraprese); al suo posto vengono invitati i messicani dell'UNAM. Il 30 giugno, a causa della difficile situazione finanziaria ereditata e progressivamente acuitasi, la società catalana corre ai ripari raggiungendo un accordo, parte delle leve economiche già annunciate e più tardi ratificate dall'Assemblea Generale Straordinaria tenutasi il 16 giugno, con il fondo d'investimenti globale statunitense Sixth Street Partners per la cessione, in cambio di liquidità istantanea dal valore tra i 205 milioni e i 207,5 milioni di euro, del 10% dei diritti televisivi derivanti da LaLiga, massima divisione del campionato spagnolo di calcio, per un periodo totale di 25 anni: tale accordo permette alla società di rispettare gli impegni di mercato presi per ufficializzare gli acquisti promessi e di appianare il deficit nel bilancio chiuso a fine giugno e valido per la stagione appena conclusasi. Il 1º luglio, il Barça comunica che gli attaccanti Adama Traoré e Luuk de Jong, in prestito rispettivamente dagli inglesi del Wolverhampton e dagli spagnoli del Siviglia, non saranno riscattati e lasceranno la squadra. Tre giorni dopo, il 4 luglio, viene ufficializzato il trasferimento, a lungo cercato, del centrocampista ivoriano Franck Kessié, in arrivo dagli italiani del Milan a parametro zero a causa del contratto scaduto e non rinnovato con i rossoneri, con l'ex milanista che sottoscrive un accordo quadriennale. Sempre lo stesso giorno, qualche ora dopo, viene annunciato l'ingaggio del difensore danese Andreas Christensen, in arrivo, anch'egli a parametro zero, dai londinesi del Chelsea dopo dieci anni di permanenza con i Blues, con il quale si arriva a concordare un contratto quadriennale. Ma il mercato blaugrana non è solo in entrata, infatti si inizia a lavorare anche in uscita: viene trovato un accordo con i londinesi del Tottenham per la cessione in prestito a titolo oneroso del difensore francese Clément Lenglet, lasciato gratuitamente agli Spurs fino alla fine della stagione; successivamente, si finalizza la cessione, a titolo definitivo, dell'attaccante albanese Rey Manaj agli inglesi del Watford, ma non viene rivelato per quale cifra.
Il 13 luglio, se non si sorride per il calcio giocato, siccome il Barça coglie solo un pareggio nella prima amichevole estiva di precampionato contro la compagine di Olot, le buone notizie arrivano invece dal mercato: dopo lunghe trattative, l'attaccante brasiliano Raphinha viene prelevato dagli inglesi del Leeds per la cifra iniziale di 48 milioni di euro, che può potenzialmente raggiungere, sotto forma di bonus, i 60 milioni di euro al compimento di determinati obiettivi fissati nell'accordo, e l'ex dei Whites firma un contratto quinquennale fino al 2027, accettando una clausola rescissoria pari a un miliardo di euro. Contestualmente, il giovane attaccante portoghese Francisco Trincão torna in Portogallo, dal momento che l'entità catalana trova un accordo oneroso (dal valore di 3 milioni di euro) con lo Sporting Lisbona per la cessione temporanea del giocatore fino alla fine della stagione, con un'opzione di acquisto a favore dei Leões. Il 14 luglio, dopo varie difficoltà iniziali, il talentuoso attaccante francese Ousmane Dembélé, in scadenza di contratto coi blaugrana, decide di estendere la durata del suo ingaggio per altre due stagioni e, in aggiunta, accetta una clausola rescissoria pari a 100 milioni di euro. Due giorni dopo, il 16 luglio, al termine di una trattativa condizionata da numerose indiscrezioni e fatta di varie offerte in crescendo non ritenute sufficienti, il Barça e il Bayern Monaco fanno sapere di aver raggiunto un principio di accordo per il trasferimento in maglia azulgrana del forte attaccante polacco Robert Lewandowski. L'operazione, ufficialmente perfezionata solo tre giorni dopo, è resa possibile in cambio di 45 milioni di euro, una somma potenzialmente incrementabile, con 5 milioni in variabili, fino a 50 milioni di euro al raggiungimento di prefissati obiettivi, con l'ex centravanti dei bavaresi che firma un contratto quadriennale fino al 2026 e assume una clausola rescissoria dal valore di 500 milioni di euro. Sempre nello stesso giorno, viene diramata la squadra in procinto di partire per la tournée negli Stati Uniti, con 28 giocatori convocati per disputare 4 amichevoli di precampionato. La preparazione in terra americana inizia sotto i migliori auspici grazie alla netta vittoria, per 6-0, ottenuta contro l'Inter Miami al DRV PNK Stadium di Fort Lauderdale, in Florida, partita in cui riesce a entrare nel tabellino dei marcatori anche il neoacquisto Raphinha.
Tre giorni dopo la vittoriosa amichevole, il 22 luglio, la società catalana, ancora attanagliata dai problemi economici e alle prese con la riduzione del monte stipendi provocata dal salary cap imposto dalla Liga a tutti i club interessati, emette un comunicato in cui dichiara di aver concordato, il giorno prima, la cessione di un ulteriore 15% della quota totale dei propri diritti televisivi derivanti dal campionato a Sixth Street Partners, con il fondo statunitense che si aggiudica così un totale del 25% dei diritti TV per i successivi 25 anni e si impegna, in cambio, a versare altri 320 milioni di euro nelle casse societarie. Sul fronte sportivo, il 23 luglio, all'Allegiant Stadium di Paradise, in Nevada, il Barça riporta una prestigiosa vittoria sugli eterni rivali del Real Madrid in un Clásico amichevole che si chiude sul punteggio di 1-0, contraddistinto da un Raphinha decisivo e dal debutto in maglia culé di Lewandowski. Tre giorni dopo, al Cotton Bowl di Dallas, in Texas, la formazione catalana raccoglie solo un pareggio contro quella italiana della Juventus, in cui si segnala una doppietta di Dembélé. Il 28 luglio, battendo all'ultimo l'agguerrita concorrenza del Chelsea, la società annuncia di aver raggiunto un accordo verbale con il Siviglia per l'ingaggio del giovane difensore francese Jules Koundé, accordo reso ufficiale il giorno dopo: il nazionale dei Bleus firma un contratto quinquennale che lo lega ai blaugrana fino al 2027 e accetta una clausola rescissoria di un miliardo di euro. Ad ogni modo, il faraonico mercato viene controbilanciato da alcune uscite: il giovane difensore canterano Óscar Mingueza, mai entrato nei piani di gioco dell'allenatore Xavi e indietro nelle gerarchie, viene ceduto a titolo definitivo trovando un accordo con i galiziani del Celta Vigo, con il club catalano che incassa 3 milioni di euro, si riserva il diritto di riacquistare il giocatore e si assicura il 50% della somma ricavata da un'eventuale futura rivendita; un altro giovane prodotto del vivaio, Riqui Puig, anch'egli ormai fuori dal progetto inaugurato dall'allenatore spagnolo e addirittura entrato in conflitto con l'ex pilastro blaugrana dopo alcune dichiarazioni sul livello della squadra, viene ceduto gratuitamente al Los Angeles Galaxy, squadra militante in MLS, alle stesse condizioni pattuite per la cessione di Mingueza. Tornando al calcio giocato, il 30 luglio, in occasione dell'ultima amichevole in programma negli States, il Barcellona chiude in bellezza regolando per 2-0 il New York Red Bulls nel suo stadio di Harrison, in New Jersey.

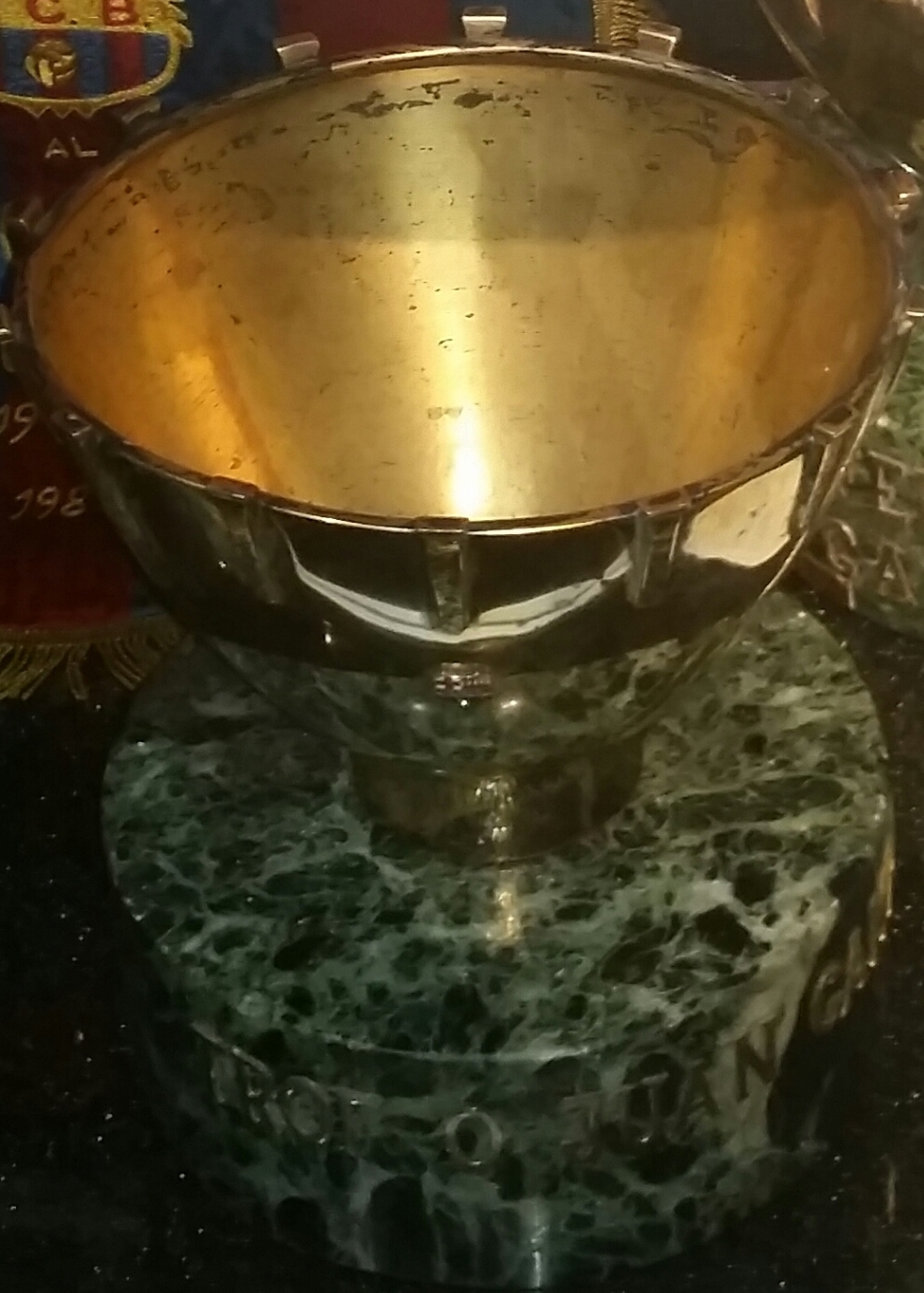
Il Trofeo Gamper, consegnato al vincitore della finale a inviti organizzata ogni estate dal congiunto blaugrana. La kermesse, intitolata al fondatore dell'istituzione, è ormai l'iconico punto di partenza di ogni stagione calcistica del Barça.

Il 1º agosto, tramite una nota ufficiale, la società informa di aver attivato una terza leva finanziaria, vendendo alla piattaforma digitale di gestione di criptovalute tra club e tifosi Socios.com il 24,5% della controllata Barça Studios, fino a quel momento di esclusiva proprietà del Barcellona, in cambio di 100 milioni di euro: l'intenzione è quella di "dare un impulso alla crescita della strategia audiovisiva, di blockchain, di NFT e Web.3". Tuttavia, come viene successivamente annunciato il 12 agosto, la cessione della quota a Socios.com è solo una parte della leva economica: infatti, un ulteriore 24,5% dei Barça Studios viene lasciato alla società Orpheus Media, una compagnia attiva nel settore audiovisivo e nella produzione di contenuti digitali, sempre in cambio di 100 milioni di euro e per le medesime finalità dichiarate nella nota precedente. Sul piano del calciomercato, vengono ultimate altre operazioni in uscita, a carattere sia definitivo che temporaneo: il portiere brasiliano Neto, altro scarto agli occhi dell'allenatore spagnolo e molto spesso inutilizzato addirittura nelle rotazioni con le seconde linee (cioè nel cosiddetto turnover), giunge a una risoluzione consensuale del contratto vigente e si accorda con gli inglesi del Bournemouth per un trasferimento a titolo gratuito; pochi giorni dopo, il giovane canterano Nico González, talentuoso e molto apprezzato ma con scarso minutaggio, anche a causa della notevole concorrenza nel centrocampo blaugrana, viene ceduto in prestito secco gratuito agli spagnoli del Valencia per un anno e, contestualmente, prolunga il proprio contratto con il Barcellona fino al 2026; due giorni dopo Nico González, un altro giovane talento cresciuto in casa e con poco spazio in prima squadra, Álex Collado, di ritorno dal prestito al Granada, viene nuovamente girato in prestito gratuito, questa volta agli spagnoli dell'Elche, per un periodo di un anno. Sul fronte sportivo, dopo la tradizionale presentazione della prima squadra in vista della stagione incipiente, arriva la straripante vittoria contro i Pumas nella classica amichevole estiva del trofeo intitolato a Joan Gamper, terminata con il punteggio di 6-0, in cui sono da segnalare il ritorno al Camp Nou di Dani Alves con annesso omaggio, il premio di Jugador Estrella assegnato a Lewandowski e il debutto in maglia blaugrana di Koundé.
Il mercato, giunto alle ultime battute, prosegue intensamente su entrambi i lati, iniziando con il difensore francese Samuel Umtiti: già da vario tempo esubero della rosa catalana e dopo non aver completato il trasferimento ai francesi del Rennes per questioni mediche, l'ex campione del mondo con la Francia viene ceduto in prestito gratuito agli italiani del Lecce, che si assicurano le prestazioni del franco-camerunese per un anno senza dovergli pagare lo stipendio ma non ottengono l'opzione di riscatto del giocatore. Il 1º settembre, giorno di chiusura e deadline del calciomercato in Spagna, vengono definite molte operazioni: il terzino spagnolo Héctor Bellerín, svincolatosi dall'Arsenal terminando anticipatamente, di mutuo accordo con i Gunners, il proprio contratto (approvato nel 2016 e in scadenza nel 2023), si unisce alla truppa di Xavi a parametro zero firmando un contratto della durata di un anno e accettando una clausola rescissoria pari a 50 milioni di euro, facendo così ritorno nel suo club d'origine dopo undici anni passati tra le file dei londinesi; nonostante il ritardo nell'ultimazione e nell'annuncio del trasferimento, un altro difensore spagnolo, Marcos Alonso, anch'egli liberatosi dall'ingaggio al Chelsea terminando, di comune accordo con la società, il proprio contratto, raggiunge il club gratuitamente e firma un contratto annuale, concordando una clausola di rescissione pari a 50 milioni di euro; l'attaccante danese Martin Braithwaite, arrivato ai ferri corti con la società e non contemplato come parte del progetto inaugurato da Xavi, decide di rescindere, concordemente con la società, il proprio contratto valido per altri due anni e di aggregarsi ai rivali cittadini dell'Espanyol, legandosi ai Blanquiazules per tre anni; l'attaccante franco-gabonese Pierre-Emerick Aubameyang, anche se giocatore del Barça solo da poco più di un semestre e nonostante una seconda parte di stagione scorsa vissuta da protagonista, viene venduto ai londinesi del Chelsea per la cifra di 12 milioni di euro, andando a firmare un contratto biennale; il terzino statunitense Sergiño Dest, scaricato dall'allenatore spagnolo ma determinato a proseguire la sua avventura con gli azulgrana nonostante la nutrita concorrenza nel suo ruolo, decide, con un accordo trovato all'ultimo, di trasferirsi in Italia attraverso un prestito annuale al Milan, con un diritto di opzione di riscatto definitivo a favore del Diavolo fissato a 20 milioni di euro; infine, il giovane attaccante marocchino Abde Ezzalzouli, malgrado una passata stagione ad alti livelli, necessitando di più minuti nelle gambe e di un ruolo più centrale in un organico di buona qualità per crescere ulteriormente, viene ceduto in prestito secco agli spagnoli dell'Osasuna per un anno e, contemporaneamente, l'entità culé annuncia il prolungamento del contratto in vigore del giocatore fino al 2026. L'ultimo sussulto della finestra estiva di mercato si verifica il 7 settembre ed è possibile perché negli Emirati Arabi Uniti, essendo posticipata la data di chiusura delle trattative rispetto all'Europa, si possono ancora accogliere giocatori in entrata: il centrocampista bosniaco Miralem Pjanić, di ritorno dal precedente e fallimentare prestito ai turchi del Beşiktaş, trovando pochissimo spazio nella nutrita rosa e un'agguerrita competizione per un posto a centrocampo nonostante l'apprezzamento espresso da Xavi, decide di risolvere il proprio contratto coi blaugrana perdonando gli emolumenti previsti per i due anni rimanenti nell'accordo e, conseguentemente, sceglie di unirsi agli emiratini dello Sharjah, compagine militante al vertice della piramide calcistica del paese arabico, firmando un contratto biennale con un'opzione facoltativa di prolungamento di un anno per la stagione successiva.

## Maglie e sponsor
Il fornitore tecnico per la stagione 2022-2023 è Nike, mentre il composit sponsor è Spotify.
| Casa |  | Casa (alt.) | Trasferta | Terza maglia | Quarta maglia |

## Rosa
Rosa, numerazione e ruoli sono aggiornati al 29 aprile 2023.
| N. |                        | Ruolo | Calciatore                 |
| -- | ---------------------- | ----- | -------------------------- |
| 1  | Germania (bandiera)    | P     | Marc-André ter Stegen      |
| 2  | Spagna (bandiera)      | D     | Héctor Bellerín            |
| 3  | Spagna (bandiera)      | D     | Gerard Piqué               |
| 4  | Uruguay (bandiera)     | D     | Ronald Araújo              |
| 5  | Spagna (bandiera)      | C     | Sergio Busquets (capitano) |
| 7  | Francia (bandiera)     | A     | Ousmane Dembélé            |
| 8  | Spagna (bandiera)      | C     | Pedri                      |
| 9  | Polonia (bandiera)     | A     | Robert Lewandowski         |
| 10 | Spagna (bandiera)      | A     | Ansu Fati                  |
| 11 | Spagna (bandiera)      | A     | Ferrán Torres              |
| 13 | Spagna (bandiera)      | P     | Iñaki Peña                 |
| 14 | Paesi Bassi (bandiera) | A     | Memphis Depay              |
| 15 | Danimarca (bandiera)   | D     | Andreas Christensen        |

| N. |                           | Ruolo | Calciatore      |
| -- | ------------------------- | ----- | --------------- |
| 17 | Spagna (bandiera)         | D     | Marcos Alonso   |
| 18 | Spagna (bandiera)         | D     | Jordi Alba      |
| 19 | Costa d'Avorio (bandiera) | C     | Franck Kessié   |
| 20 | Spagna (bandiera)         | D     | Sergi Roberto   |
| 21 | Paesi Bassi (bandiera)    | C     | Frenkie de Jong |
| 22 | Brasile (bandiera)        | A     | Raphinha        |
| 23 | Francia (bandiera)        | D     | Jules Koundé    |
| 24 | Spagna (bandiera)         | D     | Eric García     |
| 28 | Spagna (bandiera)         | D     | Alejandro Balde |
| 30 | Spagna (bandiera)         | C     | Gavi            |
| 32 | Spagna (bandiera)         | C     | Pablo Torre     |
| 34 | Spagna (bandiera)         | C     | Álvaro Sanz     |
| 36 | Spagna (bandiera)         | P     | Arnau Tenas     |
| 41 | Spagna (bandiera)         | A     | Lamine Yamal    |

## Calciomercato

### Sessione estiva(dal 1º luglio al 31 agosto)
| Acquisti         | Acquisti            | Acquisti         | Acquisti                  |
| R.               | Nome                | da               | Modalità                  |
| ---------------- | ------------------- | ---------------- | ------------------------- |
| P                | Iñaki Peña          | Galatasaray      | fine prestito             |
| D                | Andreas Christensen | Chelsea          | svincolato                |
| D                | Jules Koundé        | Siviglia         | definitivo (50 milioni €) |
| D                | Héctor Bellerín     | Arsenal          | svincolato                |
| D                | Marcos Alonso       | Chelsea          | svincolato                |
| C                | Pablo Torre         | Racing Santander | definitivo (5 milioni €)  |
| C                | Franck Kessié       | Milan            | svincolato                |
| A                | Raphinha            | Leeds Utd        | definitivo (58 milioni €) |
| A                | Robert Lewandowski  | Bayern Monaco    | definitivo (45 milioni €) |
| Altre operazioni |                     |                  |                           |
| R.               | Nome                | da               | Modalità                  |
| C                | Miralem Pjanić      | Beşiktaş         | fine prestito             |
| C                | Álex Collado        | Granada          | fine prestito             |
| A                | Francisco Trincão   | Wolverhampton    | fine prestito             |
| A                | Rey Manaj           | Spezia           | fine prestito             |

| Cessioni         | Cessioni                  | Cessioni    | Cessioni                  |
| R.               | Nome                      | a           | Modalità                  |
| ---------------- | ------------------------- | ----------- | ------------------------- |
| D                | Dani Alves                | Pumas UNAM  | svincolato                |
| D                | Gerard Piqué              |             | ritirato                  |
| C                | Philippe Coutinho         | Aston Villa | definitivo (20 milioni €) |
| A                | Adama Traoré              |             | fine prestito             |
| A                | Luuk de Jong              | Siviglia    | fine prestito             |
| Altre operazioni |                           |             |                           |
| R.               | Nome                      | a           | Modalità                  |
| P                | Neto                      | Bournemouth | svincolato                |
| D                | Moussa Wagué              | Gorica      | svincolato                |
| D                | Óscar Mingueza            | Celta Vigo  | definitivo (3 milioni €)  |
| C                | Riqui Puig                | LA Galaxy   | definitivo                |
| C                | Miralem Pjanić            | Sharjah     | definitivo                |
| A                | Ferran Jutglà             | Club Bruges | definitivo (5 milioni)    |
| A                | Rey Manaj                 | Watford     | svincolato                |
| A                | Martin Braithwaite        | Espanyol    | risoluzione               |
| A                | Pierre-Emerick Aubameyang | Chelsea     | definitivo (12 milioni €) |

### Sessione invernale(dal 2/01 al 31/01)
| Acquisti         | Acquisti         | Acquisti         | Acquisti         |
| R.               | Nome             | da               | Modalità         |
| Altre operazioni | Altre operazioni | Altre operazioni | Altre operazioni |
| R.               | Nome             | da               | Modalità         |
| ---------------- | ---------------- | ---------------- | ---------------- |

| Cessioni         | Cessioni        | Cessioni         | Cessioni                 |
| R.               | Nome            | a                | Modalità                 |
| ---------------- | --------------- | ---------------- | ------------------------ |
| A                | Memphis Depay   | Atlético Madrid  | definitivo (3 milioni €) |
| Altre operazioni |                 |                  |                          |
| R.               | Nome            | a                | Modalità                 |
| A                | Héctor Bellerín | Sporting Lisbona | definitivo (1 milione €) |

## Risultati

### Primera División

#### Girone di andata
| Barcellona 13 agosto 2022, ore 21:00 CEST 1ª giornata | Barcellona          | 0 – 0 referto | Rayo Vallecano | Camp Nou (81 104 spett.)\| Arbitro: \| Hernández Hernández \| |
| Arbitro:                                              | Hernández Hernández |               |                |                                                               |

| Arbitro: | Munuera Montero |

|         |           |                                          |
| Isak 6’ | Marcatori | 1’, 68’ Lewandowski 66’ Dembélé 79’ Fati |

| Arbitro: | De Burgos Bengoetxea |

|                                              |           |  |
| Lewandowski 24’, 64’ Pedri 43’ Roberto 90+2’ | Marcatori |  |

| Arbitro: | Mateu Lahoz |

|  |           |                                         |
|  | Marcatori | 21’ Raphinha 36’ Lewandowski 50’ García |

| Arbitro: | Del Cerro Grande |

|  |           |                                                    |
|  | Marcatori | 55’ De Jong 65’ Lewandowski 86’ Fati 90+2’ Dembélé |

| Arbitro: | Muñiz Ruiz |

|                                |           |  |
| Lewandowski 34’, 48’ Depay 41’ | Marcatori |  |

| Arbitro: | Gil Manzano |

|  |           |                 |
|  | Marcatori | 20’ Lewandowski |

| Arbitro: | Munuera Montero |

|           |           |  |
| Pedri 17’ | Marcatori |  |

| Arbitro: | Sánchez Martínez |

|                                               |           |            |
| Benzema 12’ Valverde 35’ Rodrygo 90+1’ (rig.) | Marcatori | 83’ Torres |

| Arbitro: | Del Cerro Grande |

|                               |           |  |
| Lewandowski 31’, 35’ Fati 38’ | Marcatori |  |

| Arbitro: | Martínez Munuera |

|                                                    |           |  |
| Dembélé 12’ Roberto 18’ Lewandowski 22’ Torres 73’ | Marcatori |  |

| Arbitro: | De Burgos Bengoetxea |

|  |           |                   |
|  | Marcatori | 90+3’ Lewandowski |

| Arbitro: | González Fuertes |

|                         |           |  |
| Dembélé 48’ De Jong 62’ | Marcatori |  |

| Arbitro: | Gil Manzano |

|              |           |                        |
| D. García 6’ | Marcatori | 48’ Pedri 85’ Raphinha |

| Arbitro: | Mateu Lahoz |

|           |           |                   |
| Alonso 7’ | Marcatori | 73’ (rig.) Joselu |

| Arbitro: | Munuera Montero |

|  |           |             |
|  | Marcatori | 22’ Dembélé |

| Arbitro: | Iglesias Villanueva |

|           |           |  |
| Pedri 35’ | Marcatori |  |

| Arbitro: | Muñiz Ruiz |

|  |           |           |
|  | Marcatori | 61’ Pedri |

| Arbitro: | De Burgos Bengoetxea |

|                   |           |                              |
| Koundé 85’ (aut.) | Marcatori | 65’ Raphinha 80’ Lewandowski |

#### Girone di ritorno
| Arbitro: | Sánchez Martínez |

|                                |           |  |
| Alba 58’ Gavi 70’ Raphinha 79’ | Marcatori |  |

| Arbitro: | Hernández Hernández |

|  |           |           |
|  | Marcatori | 18’ Pedri |

| Arbitro: | González Fuertes |

|                               |           |  |
| Roberto 43’ Lewandowski 45+1’ | Marcatori |  |

| Arbitro: | Ortiz Arias |

|           |           |  |
| Touré 24’ | Marcatori |  |

| Arbitro: | Alberola Rojas |

|              |           |  |
| Raphinha 15’ | Marcatori |  |

| Arbitro: | Gil Manzano |

|  |           |                |
|  | Marcatori | 45+1’ Raphinha |

| Arbitro: | De Burgos Bengoetxea |

|                          |           |                  |
| Roberto 45’ Kessié 90+2’ | Marcatori | 9’ (aut.) Araújo |

| Arbitro: | Del Cerro Grande |

|  |           |                                          |
|  | Marcatori | 20’, 66’ Lewandowski 56’ Fati 70’ Torres |

| Barcellona 10 aprile 2023, ore 21:00 CEST 28ª giornata | Barcellona  | 0 – 0 referto | Girona | Camp Nou (78 425 spett.)\| Arbitro: \| Mateu Lahoz \| |
| Arbitro:                                               | Mateu Lahoz |               |        |                                                       |

| Getafe 16 aprile 2023, ore 16:15 CEST 29ª giornata | Getafe         | 0 – 0 referto | Barcellona | Coliseum Alfonso Pérez (14 584 spett.)\| Arbitro: \| Pulido Santana \| |
| Arbitro:                                           | Pulido Santana |               |            |                                                                        |

| Arbitro: | Sánchez Martínez |

|            |           |  |
| Torres 44’ | Marcatori |  |

| Arbitro: | Gil Manzano |

|                            |           |                 |
| Álvaro 19’ Fran García 53’ | Marcatori | 83’ Lewandowski |

| Arbitro: | del Cerro Grande |

|                                                                      |           |  |
| Christensen 14’ Lewandowski 36’ Raphinha 39’ G. Rodríguez 82’ (aut.) | Marcatori |  |

| Arbitro: | Iglesias Villanueva |

|                |           |  |
| Jordi Alba 85’ | Marcatori |  |

| Arbitro: | De Burgos Bengoetxea |

|                        |           |                                           |
| Puado 73’ Joselu 90+2’ | Marcatori | 11’, 40’ Lewandowski 20’ Balde 53’ Koundé |

| Arbitro: | Alberola Rojas |

|                 |           |                       |
| Lewandowski 90’ | Marcatori | 5’ Merino 72’ Sørloth |

| Arbitro: | Soto Grado |

|                                                  |           |                 |
| Christensen 2’ (aut.) Larin 22’ (rig.) Plata 73’ | Marcatori | 84’ Lewandowski |

| Arbitro: | Figueroa Vázquez |

|                       |           |  |
| Fati 1’, 24’ Gavi 70’ | Marcatori |  |

| Arbitro: | Pulido Santana |

|                |           |          |
| Veiga 42’, 65’ | Marcatori | 79’ Fati |

### Coppa del Re
| Arbitro: | Pizarro Gómez |

|                         |           |                                              |
| Soldevila 59’, 74’, 86’ | Marcatori | 4’ Araújo 66’ Dembélé 77’ Raphinha 103’ Fati |

| Arbitro: | Martínez Munuera |

|  |           |                                                       |
|  | Marcatori | 42’ Raphinha 50’, 90’ Lewandowski 70’ Fati 77’ Kessié |

| Arbitro: | Gil Manzano |

|             |           |  |
| Dembélé 52’ | Marcatori |  |

| Arbitro: | Munuera Montero |

|  |           |                    |
|  | Marcatori | 26’ (aut.) Militão |

| Arbitro: | Martínez Munuera |

|  |           |                                             |
|  | Marcatori | 45+1’ Vinícius 50’, 58’ (rig.), 80’ Benzema |

### UEFA Champions League

#### Fase a gironi
| Arbitro: | Visser |

|                                                   |           |            |
| Kessié 13’ Lewandowski 34’, 45+3’, 67’ Torres 71’ | Marcatori | 44’ Sýkora |

| Arbitro: | Makkelie |

|                        |           |  |
| Hernández 50’ Sané 54’ | Marcatori |  |

| Arbitro: | Vinčić |

|                  |           |  |
| Çalhanoğlu 45+2’ | Marcatori |  |

| Arbitro: | Marciniak |

|                                    |           |                                     |
| Dembélé 40’ Lewandowski 82’, 90+2’ | Marcatori | 50’ Barella 63’ Martínez 89’ Gosens |

| Arbitro: | Taylor |

|  |           |                                         |
|  | Marcatori | 10’ Mané 31’ Choupo-Moting 90+5’ Pavard |

| Arbitro: | Petrescu |

|                       |           |                                     |
| Chorý 51’ (rig.), 63’ | Marcatori | 6’ Alonso 44’, 54’ Torres 75’ Torre |

### UEFA Europa League

#### Fase ad eliminazione diretta
| Arbitro: | Mariani |

|                         |           |                                |
| Alonso 50’ Raphinha 76’ | Marcatori | 53’ Rashford 59’ (aut.) Koundé |

| Arbitro: | Turpin |

|                     |           |                        |
| Fred 47’ Antony 73’ | Marcatori | 18’ (rig.) Lewandowski |

### Supercoppa di Spagna
| Arbitro: | Del Cerro Grande |

|                            |                      |                               |
| Fekir 77’ Loren 101’       | Marcatori            | 40’ Lewandowski 93’ Fati      |
| José Loren Juanmi Carvalho | Tiri di rigore 2 – 4 | Lewandowski Kessié Fati Pedri |

| Arbitro: | De Burgos Bengoetxea |

|               |           |                                    |
| Benzema 90+3’ | Marcatori | 33’ Gavi 45’ Lewandowski 69’ Pedri |

## Statistiche

### Statistiche di squadra
| Competizione        | Punti | In casa | In casa | In casa | In casa | In casa | In casa | In trasferta | In trasferta | In trasferta | In trasferta | In trasferta | In trasferta | Totale | Totale | Totale | Totale | Totale | Totale | DR  |
| Competizione        | Punti | G       | V       | N       | P       | Gf      | Gs      | G            | V            | N            | P            | Gf           | Gs           | G      | V      | N      | P      | Gf     | Gs     | DR  |
| ------------------- | ----- | ------- | ------- | ------- | ------- | ------- | ------- | ------------ | ------------ | ------------ | ------------ | ------------ | ------------ | ------ | ------ | ------ | ------ | ------ | ------ | --- |
| Primera División    | 88    | 19      | 15      | 3       | 1       | 37      | 4       | 19           | 13           | 1            | 5            | 33           | 16           | 38     | 28     | 4      | 6      | 70     | 20     | +50 |
| Coppa del Re        | -     | 2       | 1       | 0       | 1       | 1       | 4       | 3            | 3            | 0            | 0            | 10           | 3            | 5      | 4      | 0      | 1      | 11     | 7      | +4  |
| Champions League    | 7     | 3       | 1       | 1       | 1       | 8       | 7       | 3            | 1            | 0            | 2            | 4            | 5            | 6      | 2      | 1      | 3      | 12     | 12     | 0   |
| Europa League       | -     | 1       | 0       | 1       | 0       | 2       | 2       | 1            | 0            | 0            | 1            | 1            | 2            | 2      | 0      | 1      | 1      | 3      | 4      | -1  |
| Supercopa de España | -     | 0       | 0       | 0       | 0       | 0       | 0       | 2            | 1            | 1            | 0            | 5            | 3            | 2      | 1      | 1      | 0      | 5      | 3      | +2  |
| Totale              |       | 25      | 17      | 5       | 3       | 48      | 17      | 28           | 18           | 2            | 8            | 53           | 29           | 52     | 35     | 7      | 11     | 99     | 44     | +55 |

### Andamento in campionato
| Giornata  | 1  | 2 | 3 | 4 | 5 | 6 | 7 | 8 | 9 | 10 | 11 | 12 | 13 | 14 | 15 | 16 | 17 | 18 | 19 | 20 | 21 | 22 | 23 | 24 | 25 | 26 | 27 | 28 | 29 | 30 | 31 | 32 | 33 | 34 | 35 | 36 | 37 | 38 |
| --------- | -- | - | - | - | - | - | - | - | - | -- | -- | -- | -- | -- | -- | -- | -- | -- | -- | -- | -- | -- | -- | -- | -- | -- | -- | -- | -- | -- | -- | -- | -- | -- | -- | -- | -- | -- |
| Luogo     | C  | T | C | T | T | C | T | C | T | C  | C  | T  | C  | T  | C  | T  | T  | C  | T  | C  | T  | C  | T  | C  | T  | C  | T  | C  | T  | C  | T  | C  | C  | T  | C  | T  | C  | T  |
| Risultato | N  | V | V | V | V | V | V | V | P | V  | V  | V  | V  | V  | N  | V  | V  | V  | V  | V  | V  | V  | P  | V  | V  | V  | V  | N  | N  | V  | P  | V  | V  | V  | P  | P  | V  | P  |
| Posizione | 11 | 5 | 3 | 2 | 2 | 2 | 1 | 1 | 2 | 2  | 2  | 2  | 1  | 1  | 1  | 1  | 1  | 1  | 1  | 1  | 1  | 1  | 1  | 1  | 1  | 1  | 1  | 1  | 1  | 1  | 1  | 1  | 1  | 1  | 1  | 1  | 1  | 1  |

Legenda:

Luogo: C = Casa; T = Trasferta. Risultato: V = Vittoria; N = Pareggio; P = Sconfitta.

### Statistiche dei giocatori
| Giocatore       | Liga     | Liga | Liga        | Liga       | Coppa del Re | Coppa del Re | Coppa del Re | Coppa del Re | Champions League + Europa League | Champions League + Europa League | Champions League + Europa League | Champions League + Europa League | Supercoppa di Spagna | Supercoppa di Spagna | Supercoppa di Spagna | Supercoppa di Spagna | Totale   | Totale | Totale      | Totale     |
| Giocatore       | Presenze | Reti | Ammonizioni | Espulsioni | Presenze     | Reti         | Ammonizioni  | Espulsioni   | Presenze                         | Reti                             | Ammonizioni                      | Espulsioni                       | Presenze             | Reti                 | Ammonizioni          | Espulsioni           | Presenze | Reti   | Ammonizioni | Espulsioni |
| --------------- | -------- | ---- | ----------- | ---------- | ------------ | ------------ | ------------ | ------------ | -------------------------------- | -------------------------------- | -------------------------------- | -------------------------------- | -------------------- | -------------------- | -------------------- | -------------------- | -------- | ------ | ----------- | ---------- |
| Á. Alarcón      | 4        | 0    | 0           | 0          | 1            | 0            | 0            | 0            | 0                                | 0                                | 0                                | 0                                | 0                    | 0                    | 0                    | 0                    | 5        | 0      | 0           | 0          |
| J. Alba         | 24       | 2    | 3           | 1          | 2            | 0            | 0            | 0            | 2+1                              | 0+1                              | 0                                | 0                                | 1                    | 0                    | 0                    | 0                    | 30       | 3      | 3           | 1          |
| M. Alonso       | 24       | 1    | 3           | 0          | 5            | 0            | 0            | 0            | 5+2                              | 1+1                              | 0                                | 0                                | 1                    | 0                    | 0                    | 0                    | 37       | 3      | 3           | 0          |
| R. Araújo       | 22       | 0    | 6           | 1          | 4            | 1            | 1            | 0            | 1+2                              | 0                                | 0                                | 0                                | 2                    | 0                    | 1                    | 0                    | 31       | 1      | 8           | 1          |
| P. Aubameyang   | 1        | 0    | 0           | 0          | -            | -            | -            | -            | -                                | -                                | -                                | -                                | -                    | -                    | -                    | -                    | 1        | 0      | 0           | 0          |
| A. Balde        | 33       | 1    | 4           | 0          | 4            | 0            | 1            | 0            | 4+2                              | 0                                | 0                                | 0                                | 1                    | 0                    | 0                    | 0                    | 44       | 1      | 5           | 0          |
| H. Bellerín     | 3        | 0    | 0           | 0          | 2            | 0            | 0            | 0            | 2+0                              | 0                                | 0                                | 0                                | 0                    | 0                    | 0                    | 0                    | 7        | 0      | 0           | 0          |
| S. Busquets     | 30       | 1    | 6           | 1          | 5            | 0            | 1            | 0            | 4+1                              | 0                                | 3+1                              | 0                                | 2                    | 0                    | 0                    | 0                    | 42       | 1      | 11          | 1          |
| M. Casadó       | 0        | 0    | 0           | 0          | 0            | 0            | 0            | 0            | 1+0                              | 0                                | 0                                | 0                                | 0                    | 0                    | 0                    | 0                    | 1        | 0      | 0           | 0          |
| A. Christensen  | 23       | 1    | 2           | 0          | 2            | 0            | 0            | 0            | 3+2                              | 0                                | 0                                | 0                                | 2                    | 0                    | 1                    | 0                    | 32       | 1      | 3           | 0          |
| F. de Jong      | 33       | 2    | 3           | 0          | 2            | 0            | 0            | 0            | 4+2                              | 0                                | 0                                | 0                                | 2                    | 0                    | 0                    | 0                    | 43       | 2      | 3           | 0          |
| O. Dembélé      | 25       | 5    | 4           | 0          | 2            | 2            | 0            | 0            | 6+0                              | 1+0                              | 1+0                              | 0                                | 2                    | 0                    | 0                    | 0                    | 35       | 8      | 5           | 0          |
| M. Depay        | 2        | 1    | 0           | 0          | 1            | 0            | 0            | 0            | 1+0                              | 0                                | 0                                | 0                                | 0                    | 0                    | 0                    | 0                    | 4        | 1      | 0           | 0          |
| A. Fati         | 36       | 7    | 3           | 0          | 5            | 2            | 1            | 0            | 6+2                              | 0                                | 0                                | 0                                | 2                    | 1                    | 0                    | 0                    | 51       | 10     | 4           | 0          |
| E. García       | 24       | 1    | 3           | 0          | 3            | 0            | 1            | 0            | 4+0                              | 0                                | 0                                | 0                                | 1                    | 0                    | 0                    | 0                    | 32       | 1      | 4           | 0          |
| A. Garrido      | 1        | 0    | 0           | 0          | 0            | 0            | 0            | 0            | 00                               | 0                                | 0                                | 0                                | 0                    | 0                    | 0                    | 0                    | 1        | 0      | 0           | 0          |
| Gavi            | 36       | 2    | 10          | 0          | 5            | 0            | 2            | 0            | 5+1                              | 0                                | 2+1                              | 0                                | 2                    | 1                    | 0                    | 0                    | 49       | 3      | 15          | 0          |
| F. Kessié       | 27       | 1    | 4           | 0          | 5            | 1            | 1            | 0            | 6+2                              | 1+0                              | 0+1                              | 0                                | 2                    | 0                    | 0                    | 0                    | 42       | 3      | 6           | 0          |
| J. Koundé       | 29       | 1    | 2           | 0          | 4            | 0            | 0            | 0            | 3+2                              | 0                                | 0                                | 0                                | 2                    | 0                    | 0                    | 0                    | 40       | 1      | 2           | 0          |
| R. Lewandowski  | 34       | 23   | 1           | 1          | 3            | 2            | 0            | 0            | 5+2                              | 5+1                              | 0+1                              | 0                                | 2                    | 2                    | 0                    | 0                    | 46       | 33     | 2           | 1          |
| Pedri           | 26       | 6    | 2           | 0          | 1            | 0            | 1            | 0            | 5+1                              | 0                                | 0                                | 0                                | 2                    | 1                    | 0                    | 0                    | 35       | 7      | 3           | 0          |
| I. Peña         | 2        | -2   | 0           | 0          | 2            | -3           | 0            | 0            | 1+0                              | -2+0                             | 0+0                              | 0                                | 0                    | 0                    | 0                    | 0                    | 5        | -7     | 0           | 0          |
| G. Piqué        | 6        | 0    | 2           | 1          | 0            | 0            | 0            | 0            | 4+0                              | 0                                | 0                                | 0                                | 0                    | 0                    | 0                    | 0                    | 10       | 0      | 2           | 1          |
| Raphinha        | 36       | 7    | 8           | 0          | 5            | 2            | 1            | 0            | 5+2                              | 0+1                              | 0                                | 0                                | 2                    | 0                    | 1                    | 0                    | 50       | 10     | 10          | 0          |
| C. Riad         | 1        | 0    | 0           | 0          | 0            | 0            | 0            | 0            | 0                                | 0                                | 0                                | 0                                | 0                    | 0                    | 0                    | 0                    | 1        | 0      | 0           | 0          |
| S. Roberto      | 23       | 4    | 3           | 0          | 3            | 0            | 1            | 0            | 3+2                              | 0                                | 0                                | 0                                | 2                    | 0                    | 1                    | 0                    | 33       | 4      | 5           | 0          |
| Á. Sanz         | 0        | 0    | 0           | 0          | 0            | 0            | 0            | 0            | 1+0                              | 0                                | 0                                | 0                                | 0                    | 0                    | 0                    | 0                    | 1        | 0      | 0           | 0          |
| A. Tenas        | 0        | 0    | 0           | 0          | 0            | 0            | 0            | 0            | 0                                | 0                                | 0                                | 0                                | 0                    | 0                    | 0                    | 0                    | 0        | 0      | 0           | 0          |
| M.A. ter Stegen | 38       | -18  | 0           | 0          | 3            | -4           | 0            | 0            | 5+2                              | -10 +-4                          | 1+0                              | 0                                | 2                    | -3                   | 0                    | 0                    | 50       | -39    | 1           | 0          |
| P. Torre        | 8        | 0    | 0           | 0          | 2            | 0            | 1            | 0            | 3+0                              | 1+0                              | 1+0                              | 0                                | 0                    | 0                    | 0                    | 0                    | 13       | 1      | 2           | 0          |
| Ferrán Torres   | 33       | 4    | 5           | 1          | 4            | 0            | 1            | 0            | 5+2                              | 3+0                              | 1+0                              | 0                                | 1                    | 0                    | 0                    | 0                    | 45       | 7      | 7           | 1          |
| L. Yamal        | 1        | 0    | 0           | 0          | 0            | 0            | 0            | 0            | 0                                | 0                                | 0                                | 0                                | 0                    | 0                    | 0                    | 0                    | 1        | 0      | 0           | 0          |